# أندريا بوراتو
أندريا بوراتو (بالإيطالية: Andrea Burato)‏ (2 يوليو 1990 في إيطاليا) هو لاعب كرة قدم إيطالي في مركز الوسط. لعب مع كييفو فيرونا وهيلاس فيرونا.